# Liste der Monuments historiques in Étrochey
Die Liste der Monuments historiques in Étrochey führt die Monuments historiques in der französischen Gemeinde Étrochey auf.

## Liste der Immobilien
| Bezeichnung      | Beschreibung                                                                                 | Standort                       | Kennzeichnung | Schutzstatus | Datum | Bild |
| ---------------- | -------------------------------------------------------------------------------------------- | ------------------------------ | ------------- | ------------ | ----- | ---- |
| Pont des Romains | Brücke über die Seine, zwischen 1692 und 1700 erbaut; auch zu Montliot-et-Courcelles und Vix | Rue du Pont des Romains (Lage) | PA21000107    | Inscrit      | 2021  |      |

## Liste der Objekte
| Bezeichnung | Beschreibung           | Standort | Kennzeichnung | Schutzstatus | Datum | Bild |
| ----------- | ---------------------- | -------- | ------------- | ------------ | ----- | ---- |
| Piano carré | 1841 von Pleyel gebaut |          | PM21006184    | Classé       | 2024  |      |